# Спекке, Арнольд
Арнольд Спекке (латыш. Arnolds Spekke; 14 июня 1887 — 27 июля 1972) — латвийский государственный деятель, дипломат, глава дипломатической службы независимой Латвии в эмиграции (министр иностранных дел Латвии, 1963—1972). Посол Латвии в Италии (1933—1940). Педагог. Историк. Профессор (1922), доктор филологии (1927). Переводчик.

## Биография
Родился в семье Андрея Спекке, управляющего приходской школой.
До 1915 года изучал романскую филологию в Московском университете. В 1915—1918 гг. учительствовал в нескольких московских гимназиях и археологическом институте. Летом 1918 г. вернулся в Латвию. В 1919—1922 гг. работал учителем в Елгаве, Лиепае и Риге. Одновременно, с 1919 по 1933 гг. — преподаватель романской филологии Латвийского университета, где в 1925—1927 гг. был деканом филологического факультета. Профессор (с 1922).
В 1932 году, получив стипендию Фонда Рокфеллера, как научный сотрудник стажировался в университетах Польши и Италии.
В октябре 1933 г. направлен послом Латвии в Италии, одновременно аккредитован также в Греции, Болгарии и Албании.
После ввода советских войск в Латвию в 1940 году остался в Италии (Рим, Милан). Подал правительству Муссолини ноту протеста против оккупации своей страны.
После прекращения работы посольства, 9 августа 1940 года ушёл в отставку, работал преподавателем, библиотекарем и переводчиком. В 1945—1950 гг. — вице-председатель Латвийского комитета беженцев в Италии.
Участвовал в учредительном собрании Латвийского комитета освобождения (Latvijas Atbrīvošanas komiteja).
С апреля 1954 до июня 1954 года был поверенным в делах и главой латвийского посольства в Вашингтоне, США, также был генеральным консулом в США. Легитимный представитель Латвии.
С мая 1963 до 1972 года Спекке стал главой дипломатической и консульской службы независимой Латвии в эмиграции (министр иностранных дел Латвии).

## Научная деятельность
Автор более 15 научных работ по истории Латвии, проблемам балтийско-славянских отношений, балтов и славян, о гуманистах Ливонии, книг воспоминаний. Изучал и интерпретировал ливонскую гуманистическую поэзиюю

## Избранные работы
- 1951 — «History of Latvia»
- 1955 — «Latvia and the Baltic problem»
- 1957 — «The ancient amber routes and geographical discovery of the Eastern Baltic»
- 1959 — «Baltijas jūra senajās kartēs»
- 1961 — «The Baltic Sea in ancient maps»
- 1962 — «Some problems of Baltic-Slavic relations in prehistoric and early historical times»
- 1962 — «Senie dzintara ceļi un Austrum-Baltijas g̀eografiska atklašana»
- 1965 — «Balts and Slavs»
- 1965 — «Ķēniņa Stefana ienākšana Rīgā un cīņas par Doma baznīcu»
- 1967 — «Atminu brīži»
- 1967 — Kā Itālijā sabruka fašisms. Personīgās atmiņas
- 1995 — «Latvieši un Livonija 16. gs.»

## Награды
- Орден Трёх звёзд III степени
- Рыцарский крест ордена Возрождения Польши
- ордена Франции и Швеции.
- Премия Всемирной федерации свободных латышей (1967)